# Heilig Hartcollege (Tervuren)
Het Heilig Hartcollege van Tervuren is een katholieke Vlaamse school die in 1904 werd opgericht door de congregatie van de Priesters van het Heilig Hart. In de optiek van deze paters was de school een juvenaat, een internaat voor jongens tussen twaalf en achttien jaar, die zouden intreden in de congregatie als kloosterling of missionaris. In de jaren 60 bleek dat een apostolisch juvenaat niet langer houdbaar was en dat de school zonder ingrijpende wijzigingen niet zou overleven. Het juvenaat werd een college. Naast de klassieke humaniora kwam er een moderne afdeling bij. Grote bouwprojecten volgden elkaar op. In 1968 werd de eerste schooldirecteur benoemd. Tot dan was de rector, de kloosteroverste, tegelijkertijd ook schoolhoofd. In zijn nieuwe constellatie groeide het Heilig Hartcollege uit tot een grote, moderne school met een volledig studieaanbod.
Leerlingenaantal in 2006: 1352, waarvan 925 in de humaniora.

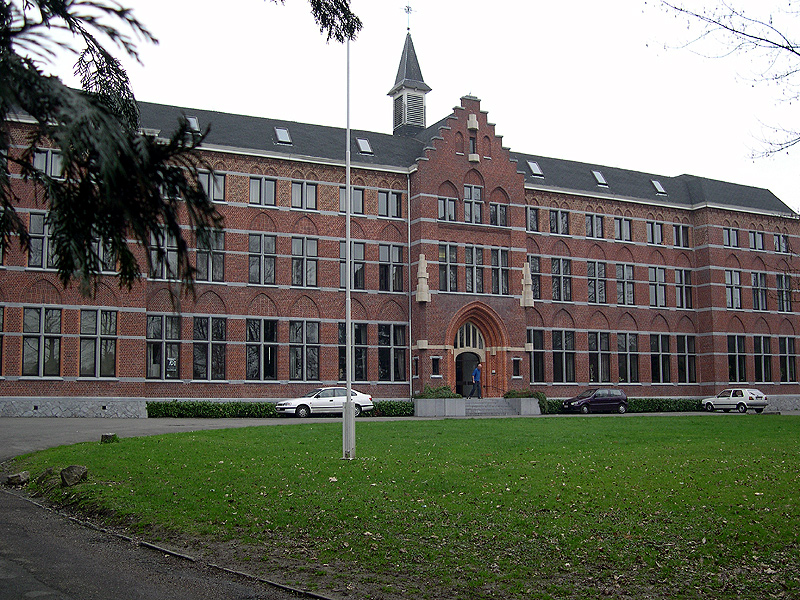
Hoofdgebouw

## Vroege geschiedenis
Pater Dehon, de Franse stichter van de congregatie van de Priesters van het Heilig Hart, mocht omwille van de beruchte schoolwet Ferry (1880) geen onderwijsinstellingen oprichten in Frankrijk. Daarom week hij uit naar de buurlanden. Het eerste opleidingscentrum van zijn congregatie werd in 1883 geopend in het Nederlands-Limburgse Watersleyde-Leyenbroek bij Sittard. De Nederlandse pater Cornelius Hubertus Luyten kreeg van de leider de opdracht 'iets' in België te zoeken. Zijn confrater, pater Jeanroy, vond in Tervuren graaf en gravin de Robiano bereid een redelijk groot huis met trapgevel in de Hoornzeelstraat ter beschikking te stellen en daar werd in 1904 het juvenaat opgericht. Als apostolische school zou het juvenaat uitsluitend jongens aanvaarden die het inzicht hadden priester, kloosterling of missionaris te worden. Het eerste jaar telde de school slechts zes leerlingen (waaronder de latere missiebisschop Camille Verfaillie uit het West-Vlaamse Hooglede) maar reeds in 1906 bleek dat uitbreiding noodzakelijk was. In de Hoornzeelstraat was geen plaats en dus werd uitgeweken naar het Vurenveld, een terrein op de grens van Wezembeek-Oppem en Tervuren waarvan de congregatie twee percelen (samen 108 are) had kunnen kopen. Daar werd in 1907 de eerste steen gelegd van het nieuwe klooster en in april 1908 kon het juvenaat verhuizen.

## Eerste Wereldoorlog
Bij het begin van de Eerste Wereldoorlog werden de 50 leerlingen naar huis gestuurd. Het kloostergebouw werd gebruikt als Rode Kruispost waar gewonde Belgische en Duitse soldaten werden verzorgd, daarna als onderwijscentrum voor het scholasticaat van Leuven, het seminarie van de congregatie. In 1917 werden er 90 Franse weeskinderen opgevangen.

## Interbellum
Na de oorlog, in 1918, moest de school van nul herbeginnen. Men rekruteerde via een eigen tijdschrift, Het Rijk van het H. Hart van Jezus, en de werking had succes. Het schooljaar 1921-22 startte met 75 leerlingen en de gebouwen werden te klein. Achtereenvolgens werd een rechtervleugel van 21 m. bijgebouwd, kwamen hierboven twee verdiepingen met studiezaal en slaapzalen, en er kwam ook een linkervleugel bij en een extra verdieping op het hoofdgebouw met daarboven een mansardedak.
Tot 1931 werden de maaltijden door broeders bereid. Dan kwamen de Zusters van Gits (Hooglede) de keuken verzorgen. (De Belgische zusters zouden in 1954 worden vervangen door Spaanse zusters uit Burgos die tot 1973 de culinaire plak zwaaiden. Zij woonden apart in een kloostervleugel met kapel.)
De taalwet van 1932 verplichtte de school eentalig Nederlands te worden. De Franstalige leerlingen en leraars verhuisden naar het Naamse Burnot, nu Profondeville. (Het scholasticaat in Leuven zou nog tot in de jaren 50 opleiding geven in het Frans.)

## Tweede Wereldoorlog
Op 10 mei 1940 brak de Tweede Wereldoorlog uit. De leerlingen werden naar huis gestuurd, behalve die uit Limburg omdat ze niet door de frontlijn heen konden. Zij vluchtten met enkele paters naar West-Vlaanderen en kwamen ten slotte in Zuid-Frankrijk terecht. De lege school zou verscheidene groepen vluchtelingen herbergen: een grote groep Leuvenaars, andere groepen met Belgen en Nederlanders. Verlaten door zijn internen kon de congregatie eind juli 1940 voorkomen dat de Duitse bezetter de gebouwen zou opeisen door in het juvenaat een college te starten voor externen met een Latijnse en een moderne afdeling. Een flink aantal jongens uit de omgeving kwam les volgen. Het aartsbisdom had voor deze noodgreep zijn toestemming gegeven maar eiste dat deze toestand stopgezet zou worden bij het einde van de oorlog.

## Van juvenaat naar college

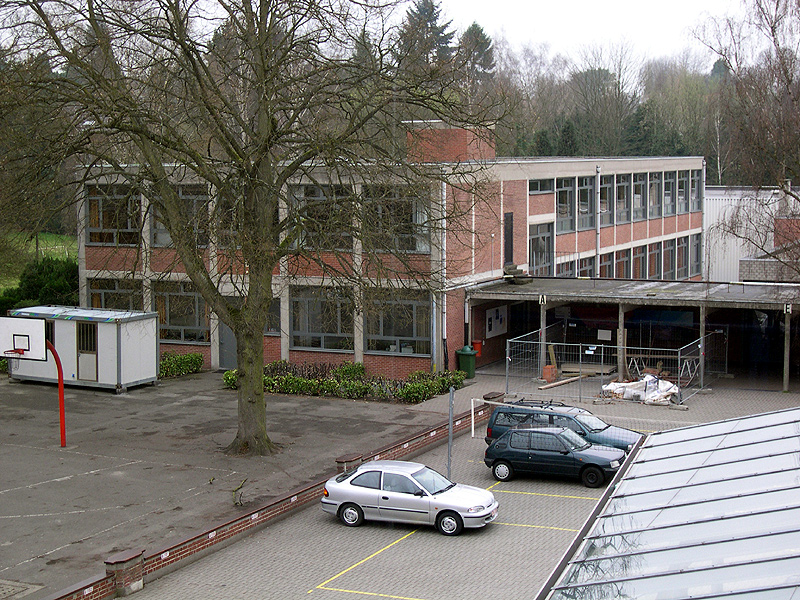
Blok A, 1964

Aan het eind van de oorlog moest het externaat volgens afspraak worden opgeheven. Dit verwekte een zodanige beroering dat aan de aartsbisschop een verzoekschrift werd gezonden om hem op de beslissing te doen terugkomen. Men kreeg genoegdoening, maar de moderne humaniora moest worden afgeschaft. Alleen de Latijn-Griekse bleef behouden.
In de jaren 50, onder impuls van rector Mengels, werd nog een laatste poging gedaan om van het juvenaat weer een apostolische school te maken met als hoofddoel: het stimuleren van roepingen. De aandacht van de paters ging daarom vooral naar het internaat met als gevolg dat de uitstraling van de school naar de omliggende gemeenten nogal gering was. Met pater Louis De Plecker als studieprefect - hij zou van 1968 tot 1986 schooldirecteur zijn - kwam hierin verandering. De school startte in 1958 met een moderne afdeling en er werd stevig gebouwd: een nieuwe gewaagd-modernistische kapel in 1958, nieuwe klaslokalen in 1964 (blok A), turn- en toneelzaal in 1965, sportveld met atletiekpiste in 1966, blok B in 1971, eetzaal-met-keuken en sporthal in 1977. Tegen het verbod in van de Guimardstraat werd het onderwijsaanbod uitgebreid: in 1967 kwam er een Wetenschappelijke A, later ook Latijn–wetenschappen en Wetenschappelijke B. Het leerlingenaantal nam spectaculair toe, tot 1007 in 1978 voor de hele school. Het internaat werd afgeschaft in 1977.

## Heilig Hartcollege v.z.w.
In 1979 koppelde de school zich officieel los van de congregatie van de Priesters van het Heilig Hart. De Raad van Bestuur van de school bestond eerst nog in meerderheid uit paters. Momenteel is de congregatie met nog slechts drie leden in de Raad vertegenwoordigd.
De school onderging een metamorfose. In 1980 werd het onderwijs gemengd en koos men voor vernieuwend onderwijs, het zogenaamde vso. In 1982 kon een autonome middenschool worden opgericht.
In 1999 verenigde het Heilig Hartcollege zich met Sint-Martinus en het GITO van Overijse, met het GITO van Tervuren en ZAVO van Zaventem in de scholengemeenschap Drieklank.

## Bekende (oud)-leerlingen
- Renaat De Ceulaer, missionaris
- Jan Decorte, dramaturg, acteur en regisseur
- Miel Puttemans, atleet
- Frans Van Rompaey, kunstschilder en cartoonist
- Camille Verfaillie, missiebisschop
- Joseph Wittebols, missiebisschop
- Chris Dercon, directeur van het Tate Modern
- Sanne Putseys, zangeres onder de artiestennaam Selah Sue
- Filip Peeters, acteur
- Johan Leysen, acteur
- Rutger Beke, triatleet
- Nathalie Wijnants, actrice
- Bruno Van Heystraeten, regisseur en producent
- Prinses Eléonore van België